# Comuna Turea, Krasnopillea
Turea (în ucraineană Тур'я) este o comună în raionul Krasnopillea, regiunea Sumî, Ucraina, formată din satele Mariine, Prohodî și Turea (reședința).

## Demografie
Componența lingvistică a comunei Turea
     Ucraineană (94,54%)
     Rusă (4,92%)
     Alte limbi (0,55%)
Conform recensământului din 2001, majoritatea populației comunei Turea era vorbitoare de ucraineană (94,54%), existând în minoritate și vorbitori de rusă (4,92%).